# Drummondia canadensis
Drummondia canadensis là một loài rêu trong họ Orthotrichaceae. Loài này được (Kindb.) J.M. Macoun & Kindb. mô tả khoa học đầu tiên năm 1896.